# نايجل سبينك
نايجل سبينك (بالإنجليزية: Nigel Spink) هو مدرب كرة قدم ولاعب كرة قدم بريطاني في مركز حراسة المرمى، ولد في 8 أغسطس 1958 في تشيلمسفورد في المملكة المتحدة. شارك مع منتخب إنجلترا لكرة القدم الرديف ومنتخب إنجلترا لكرة القدم. أما مع النوادي، فقد لعب مع أستون فيلا وفوريست غرين ونادي تشيلمسفورد ونادي ميلوول ووست بروميتش ألبيون ووست هام يونايتد.

## وصلات خارجية
- نايجل سبينك على موقع الاتحاد الأوربي (الإنجليزية)
- نايجل سبينك على موقع قاعدة بيانات كرة القدم.إي يو (الإنجليزية)
- نايجل سبينك على موقع ناشيونال فوتبول تيمز (الإنجليزية)
- نايجل سبينك على موقع Soccerbase.com (لاعب) (الإنجليزية)
- نايجل سبينك على موقع عالم كرة القدم.نت (الإنجليزية)